# Roberto Tozzi
Roberto Tozzi (ur. 17 grudnia 1958 w Rzymie) – włoski lekkoatleta (sprinter), medalista olimpijski z 1980.
Odpadł w eliminacjach biegu na 400 metrów na halowych mistrzostwach Europy w 1977 w San Sebastián. Zwyciężył w tej konkurencji na mistrzostwach Europy juniorów w 1977 w Doniecku. Zajął również na tych mistrzostwach 6. miejsce w sztafecie 4 × 100 metrów i odpadł w eliminacjach sztafety 4 × 400 metrów. Zajął 7. miejsce w sztafecie 4 × 400 metrów (w składzie: Tozzi, Daniele Zanini, Stefano Malinverni i Pietro Mennea) na mistrzostwach Europy w 1978 w Pradze. Zdobył brązowe medale w tej konkurencji na uniwersjadzie w 1979 w Meksyku (sztafeta włoska biegła w składzie: Alfonso Di Guida, Malinverni, Flavio Borghi i Tozzi) oraz na igrzyskach śródziemnomorskich w 1979 w Splicie (w składzie sztafety włoskiej biegli ci sami zawodnicy).
Zdobył brązowy medal w sztafecie 4 × 400 metrów, która biegła w składzie: Malinverni, Mauro Zuliani, Tozzi i Mennea na igrzyskach olimpijskich w 1980 w Moskwie. Startował na tych igrzyskach również w biegu na 400 metrów, w którym odpadł w ćwierćfinale. Na mistrzostwach Europy w 1982 w Atenach odpadł w eliminacjach tej konkurencji, a włoska sztafeta 4 × 400 metrów w składzie: Mennea, Tozzi, Roberto Ribaud i Zuliani zajęła 6. miejsce.
Na halowych mistrzostwach Europy w 1984 w Göteborgu zdobył srebrny medal w biegu na 400 metrów, za Siergiejem Łowaczowem z ZSRR. Zajął 5. miejsce w sztafecie 4 × 400 metrów (w składzie: Tozzi, Ernesto Nocco, Ribaud i Mennea) na igrzyskach olimpijskich w 1984 w Los Angeles. Zajął 4. miejsce w biegu na 400 metrów podczas halowych mistrzostw Europy w 1985 w Pireusie.
Był mistrzem Włoch w sztafecie 4 × 400 metrów w 1983. Dwukrotnie ustanawiał rekordy Włoch w tej konkurencji do wyniku 3:03:50 osiągniętego 31 lipca 1980 w Moskwie.
Rekordy życiowe Tozziego:
| Konkurencja        | Data i miejsce         | Wynik |
| ------------------ | ---------------------- | ----- |
| bieg na 400 metrów | 2 września 1984, Rieti | 46,03 |